# Santiago Tlazoyaltepec
Santiago Tlazoyaltepec är en kommun i Mexiko.   Den ligger i delstaten Oaxaca, i den sydöstra delen av landet, 400 km sydost om huvudstaden Mexico City.
Följande samhällen finns i Santiago Tlazoyaltepec:
- Loma de Águila
- Buena Vista
- Loma Larga
- Loma Corazón
- Loma de Jícara
- Cañada de Yukcimil
- Llano Grande
- Tierra Colorada
- Loma de Manzanita